# Christian Coleman
Christian Coleman (Atlanta, 6 marzo 1996) è un velocista statunitense, campione mondiale dei 100 metri piani a Doha 2019 e campione mondiale indoor dei 60 metri piani a Birmingham 2018 e Glasgow 2024.
È l'attuale primatista mondiale dei 60 metri piani con il tempo di 6"34, stabilito il 18 febbraio 2018 ad Albuquerque.

## Biografia
Pur non partecipando alle gare individuali dei Giochi olimpici di Rio de Janeiro 2016, Christian Coleman viene convocato come membro della staffetta 4×100 metri, con la quale gareggia solamente nelle batterie (insieme a Mike Rodgers, Tyson Gay e Jarrion Lawson) ottenendo il primato stagionale di 37"65, tempo valido per la qualificazione in finale. In vista della finalissima del 19 agosto la squadra statunitense apporta qualche modifica e schiera Rodgers, Justin Gatlin, Gay e Trayvon Bromell: malgrado il terzo posto iniziale, alle spalle di Giamaica e Giappone, il quartetto statunitense viene squalificato al termine della gara per un passaggio del testimone avvenuto al di fuori della zona di cambio.
Il 2017 e il 2018 sono gli anni della consacrazione di Coleman: a inizio stagione stabilisce con 9"82 la migliore prestazione dell'anno e, pur avendo solamente 21 anni, il velocista statunitense diventa uno dei pochissimi atleti capaci di battere Usain Bolt: ciò avviene nella finale dei 100 metri piani ai campionati mondiali di Londra 2017, in cui giunge secondo con il tempo di 9"94, precedendo di un centesimo il primatista mondiale. Nella stessa rassegna mondiale vince anche la medaglia d'argento nella staffetta 4×100 metri con la squadra statunitense, preceduta dal quartetto britannico.
Il 19 gennaio 2018 Coleman stabilisce il nuovo record mondiale dei 60 metri piani indoor con il tempo di 6"37, migliorando di due centesimi il vecchio primato di Maurice Greene che resisteva da ben 20 anni. Tuttavia, a causa della mancanza del dispositivo di misurazione del tempo di reazione sul blocco di partenza, tale record non è stato omologato. Un mese più tardi, in occasione dei campionati statunitensi indoor, si migliora ulteriormente stabilendo, con il tempo di 6"34, il nuovo record mondiale della specialità.
Nell'agosto 2019 il quotidiano britannico Daily Mail diede la notizia che Christian Coleman avrebbe saltato tre controlli antidoping consecutivi nell'arco di un anno. Nei giorni seguenti, venne chiarito che Coleman, in realtà, non aveva compilato correttamente i whereabouts information, documenti con cui gli atleti sono obbligati a comunicare la loro reperibilità giornaliera per eseguire eventuali test antidoping, nei giorni 1º aprile 2018, 16 gennaio 2019 e 26 aprile 2019. Secondo il regolamento, tre violazioni nella compilazione nell'arco di un anno dei whereabouts comportano una squalifica di due anni, riducibile a uno nel caso vengano riconosciute delle attenuanti. L'agenzia antidoping ha quindi archiviato il procedimento poiché le tre violazioni da lui compiute sono avvenute in un periodo superiore all'anno. L'eventuale sanzione avrebbe escluso Coleman dalla partecipazione ai Mondiali di Doha 2019 e ai Giochi olimpici di Tokyo 2020.
Ai campionati mondiali di Doha 2019 ha vinto la medaglia d'oro nei 100 metri piani con il tempo di 9"76, diventando il sesto atleta di sempre nella specialità, precedendo il connazionale Justin Gatlin di 13 centesimi e il canadese Andre De Grasse di 14, e nella staffetta 4×100 metri, fissando il nuovo record nazionale a 37"10 in finale, con i compagni Justin Gatlin, Mike Rodgers e Noah Lyles.
Il 17 giugno 2020 è sospeso provvisoriamente per aver mancato un controllo il 9 dicembre 2019. Il 27 ottobre seguente, dopo un secondo controllo mancato, è squalificato da ogni competizione fino al 13 maggio 2022. La sua squalifica è poi ridotta a 18 mesi, dal 14 maggio 2020 al 14 novembre 2021, non potendo comunque partecipare alle Olimpiadi di Tokyo 2020.
Al suo rientro alle competizioni si dimostra subito competitivo, vincendo la gara dei 60 m piani ai campionati nazionali statunitensi indoor e conquistando la medaglia d'argento sulla stessa distanza ai mondiali indoor di Belgrado 2022 con il tempo di 6"41, miglior prestazione mondiale stagionale a parimerito con il vincitore Marcell Jacobs. Tra il 2022 ed il 2023 conquista due medaglie ai mondiali outdoor nella staffetta 4x100, un argento a Oregon 2022 ed un oro (il suo terzo nella competizione) a Budapest 2023. L'anno successivo si laurea campione del mondo nei 60 metri piani ai mondiali indoor di Glasgow 2024.

## Progressione

### 60 metri piani indoor
| Stagione | Tempo | Luogo           | Data      | Rank. Mond. |
| -------- | ----- | --------------- | --------- | ----------- |
| 2023/24  | 6"41  | Glasgow         | 1-3-2024  | 1º          |
| 2022/23  | 6"47  | New York        | 11-2-2023 | 3º          |
| 2021/22  | 6"41  | Belgrado        | 19-3-2022 | 1º          |
| 2017/18  | 6"34  | Albuquerque     | 18-2-2018 | 1º          |
| 2016/17  | 6"45  | College Station | 11-3-2017 | 1º          |
| 2015/16  | 6"52  | Birmingham      | 12-3-2016 | 11º         |
| 2014/15  | 6"58  | Blacksburg      | 6-2-2015  | 28º         |

### 100 metri piani
| Stagione | Tempo | Luogo      | Data      | Rank. Mond. |
| -------- | ----- | ---------- | --------- | ----------- |
| 2023     | 9"83  | Xiamen     | 2-9-2023  |             |
| 2022     | 9"87  | Eugene     | 24-6-2022 | 8º          |
| 2019     | 9"76  | Doha       | 28-9-2019 | 1º          |
| 2018     | 9"79  | Bruxelles  | 31-8-2018 | 1º          |
| 2017     | 9"82  | Eugene     | 7-6-2017  | 1º          |
| 2016     | 9"95  | Eugene     | 3-7-2016  | 15º         |
| 2015     | 10"18 | Eugene     | 26-6-2015 |             |
| 2014     | 10"30 | Greensboro | 14-6-2014 |             |

### 200 metri piani
| Stagione | Tempo | Luogo          | Data      | Rank. Mond. |
| -------- | ----- | -------------- | --------- | ----------- |
| 2023     | 19"93 | Eugene         | 9-7-2023  |             |
| 2022     | 19"92 | Lexington      | 22-4-2022 | 5º          |
| 2019     | 19"91 | Székesfehérvár | 9-7-2019  | 9º          |
| 2017     | 19"85 | Lexington      | 27-5-2017 | 3º          |
| 2016     | 20"26 | Eugene         | 10-6-2016 |             |
| 2015     | 20"61 | Eugene         | 10-6-2015 |             |
| 2015     | 20"61 | Jacksonville   | 30-5-2015 |             |
| 2014     | 20"94 | Greensboro     | 14-6-2014 |             |

## Palmarès
| Anno | Manifestazione  | Sede           | Evento      | Risultato | Prestazione | Note                                                                    |
| ---- | --------------- | -------------- | ----------- | --------- | ----------- | ----------------------------------------------------------------------- |
| 2016 | Giochi olimpici | Rio de Janeiro | 4×100 m     | Finale    | dq          | [ 9 ]                                                                   |
| 2017 | Mondiali        | Londra         | 100 m piani | Argento   | 9"94        |                                                                         |
| 2017 | Mondiali        | Londra         | 4×100 m     | Argento   | 37"52       | Miglior prestazione personale stagionale                                |
| 2018 | Mondiali indoor | Birmingham     | 60 m piani  | Oro       | 6"37        | Record dei campionati                                                   |
| 2019 | Mondiali        | Doha           | 100 m piani | Oro       | 9"76        | Miglior prestazione mondiale stagionale · Miglior prestazione personale |
| 2019 | Mondiali        | Doha           | 4×100 m     | Oro       | 37"10       | Miglior prestazione mondiale stagionale · Record nazionale              |
| 2022 | Mondiali indoor | Belgrado       | 60 m piani  | Argento   | 6"41        | Miglior prestazione mondiale stagionale                                 |
| 2022 | Mondiali        | Eugene         | 100 m piani | 6º        | 10"01       |                                                                         |
| 2022 | Mondiali        | Eugene         | 4×100 m     | Argento   | 37"55       | Miglior prestazione personale stagionale                                |
| 2023 | Mondiali        | Budapest       | 100 m piani | 5º        | 9"92        |                                                                         |
| 2023 | Mondiali        | Budapest       | 4×100 m     | Oro       | 37"38       | Miglior prestazione mondiale stagionale                                 |
| 2024 | Mondiali indoor | Glasgow        | 60 m piani  | Oro       | 6"41        | Miglior prestazione mondiale stagionale                                 |
| 2024 | Giochi olimpici | Parigi         | 4×100 m     | Finale    | dq          |                                                                         |

## Campionati nazionali
- 1 volta campione nazionale dei 100 m piani (2019)
- 3 volte campione nazionale indoor dei 60 m piani (2018, 2020, 2022)

## Altre competizioni internazionali
2018
- Vincitore della Diamond League nella specialità dei 100 m piani

2023
- Vincitore della Diamond League nella specialità dei 100 m piani